# 古い地球説
古い地球説（ふるいちきゅうせつ、Old Earth creationism、略称:OEC）とは、地球の年代を長く設定する創造論であり、断絶説の一部と漸進的創造論等を含んだ用語である。若い地球説に対し、より近代科学の地質学、宇宙論に年代を適応させている。

## 古い地球説の種類

### 断絶説
創世記1章1節と2節の間に長い期間を設定する説。

### 漸進的創造論
漸進的に創造されたとする説。